# Oncaea cristata
Oncaea cristata is een eenoogkreeftjessoort uit de familie van de Oncaeidae. De wetenschappelijke naam van de soort is voor het eerst geldig gepubliceerd in 2005 door Böttger-Schnack.